# Veur-Lent
Veur-Lent is een schiereiland in de rivier de Waal. Het zogeheten stadseiland ligt in de Nederlandse gemeente Nijmegen, ten noorden van het stadscentrum.
Vanwege dreigende dijkdoorbraken door hoge waterstanden zoals in 1995 werd besloten dat er meer water door de Waal moet kunnen stromen. Daarvoor groef men vanaf 2011 bij de Waalsprong, bij een scherpe bocht in de rivier, een nevengeul van drie kilometer lang. Deze kwam in 2015 gereed en heet sindsdien de Spiegelwaal. Door de aanleg van de nieuwe geul is bereikt dat de gemiddelde waterstand in de rivier 30 cm lager zal zijn. De capaciteit is hierdoor flink vergroot. 
Tussen rivier en nevengeul ontstond een langgerekt eiland. Naar en over dit nieuwe eiland zijn meerdere bruggen gebouwd. De aanlegkosten van geul en kunstwerken bedroegen in totaal 350 miljoen euro. Het is de bedoeling dat het eiland wordt bebouwd met woningen en winkels.
Het eiland is vanaf de Waalbrug, de Spoorbrug en de De Oversteek te voet te bereiken. Vanaf Lent werd een verkeersbrug, De Lentloper, en een voetgangers- en fietsersbrug, de Zaligebrug naar Veur-Lent aangelegd.

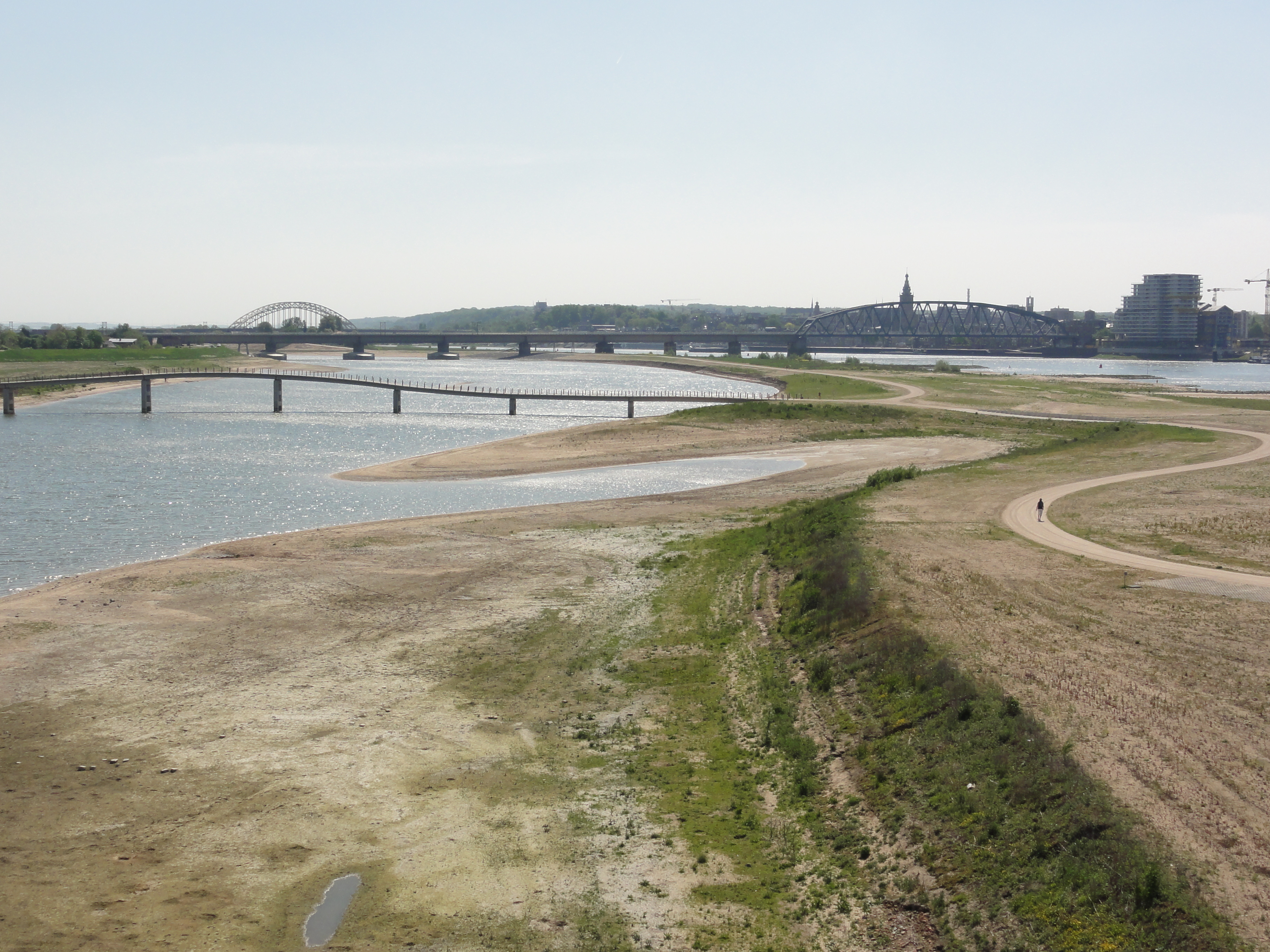
Overzichtsfoto Veur-Lent van west naar oost
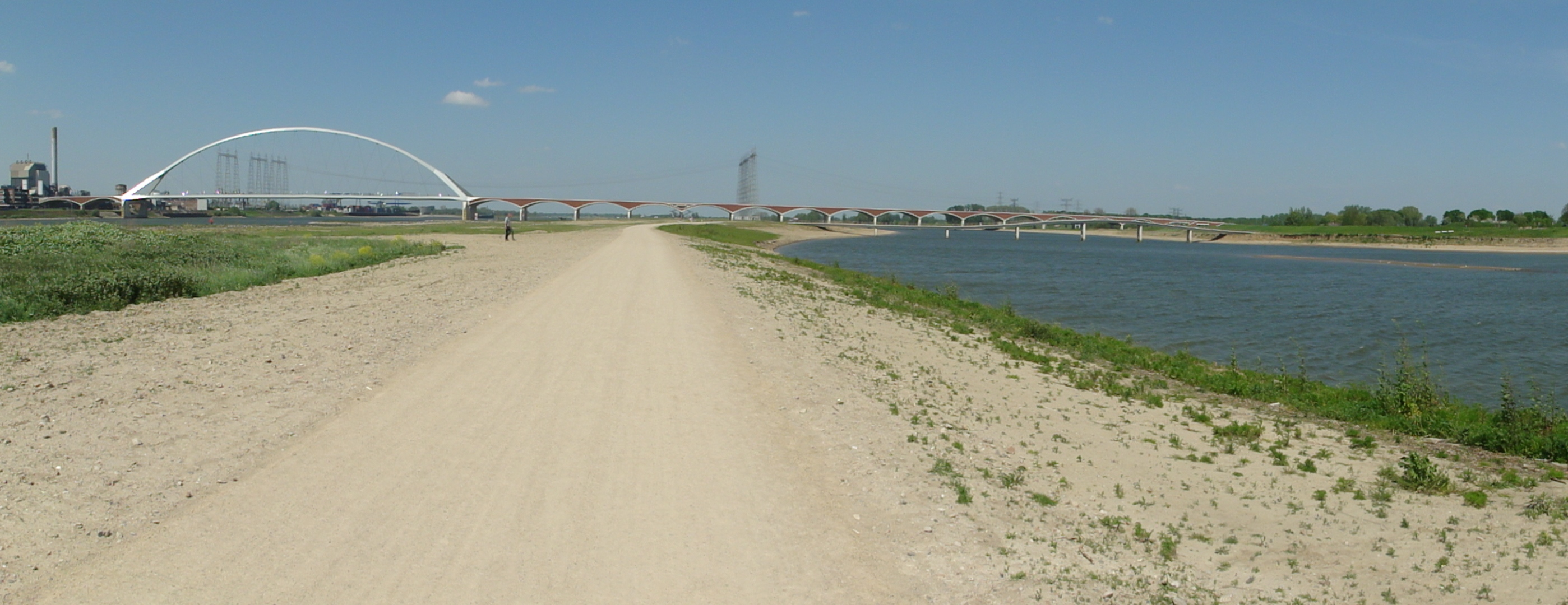
Veur-Lent naar het westen
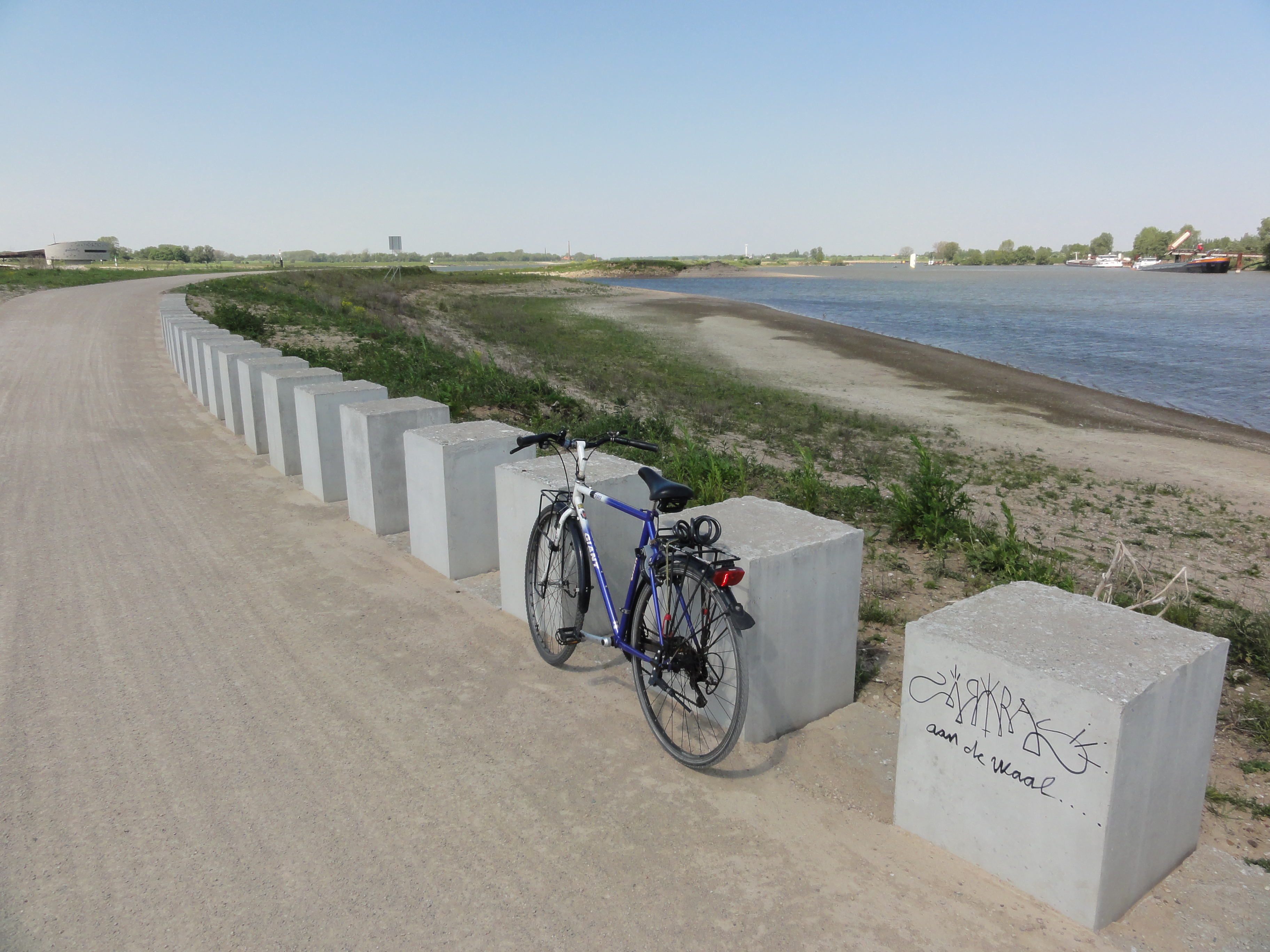
Westeinde Veur-Lent
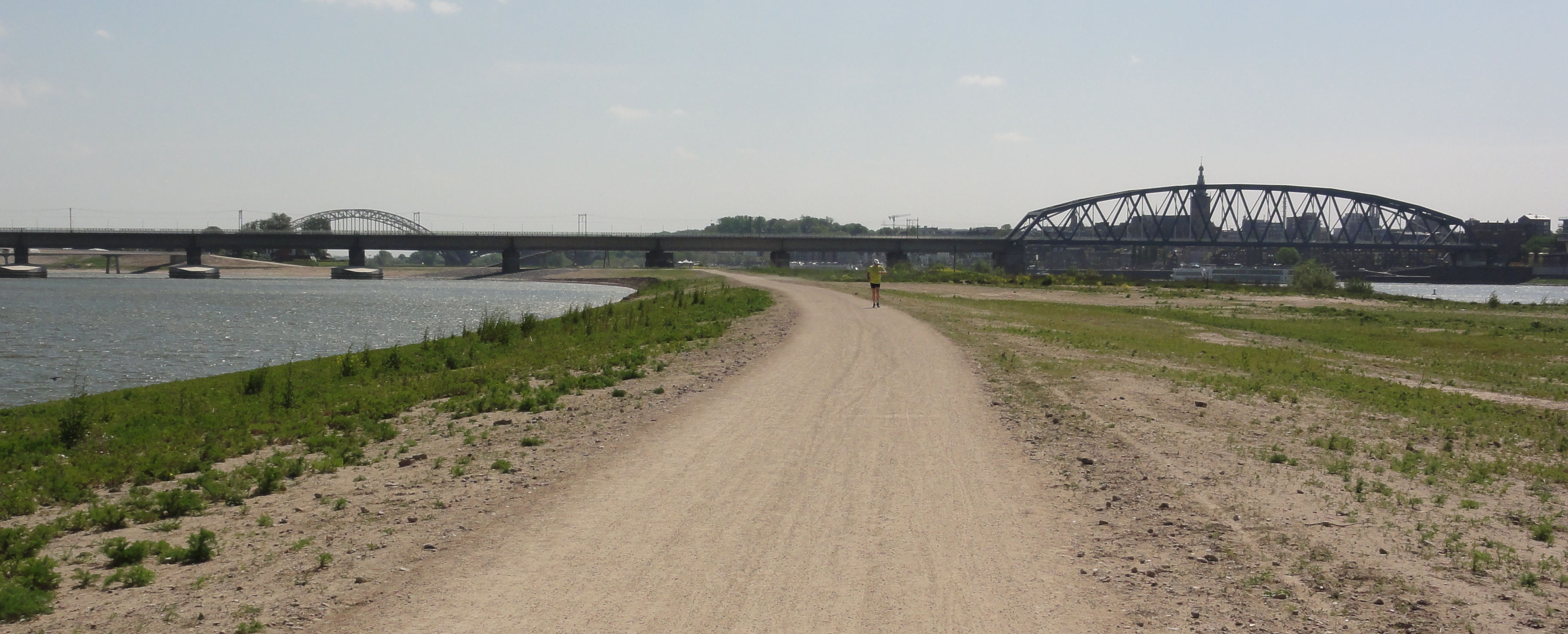
Veur-Lent naar het oosten
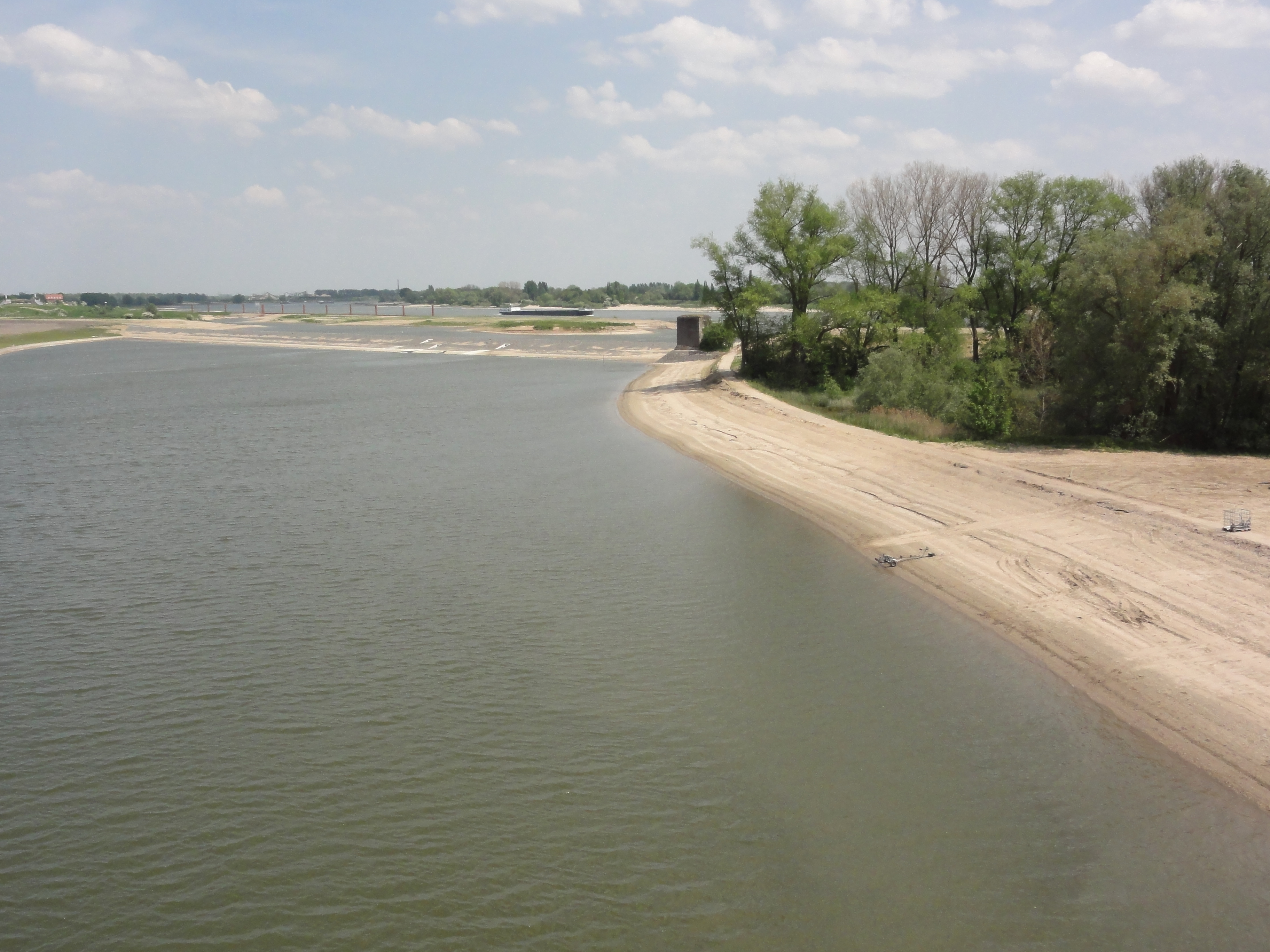
Oosteinde Veur-Lent
- Rondleiding op Veur-Lent